# Ceftazidimă
Ceftazidima este un antibiotic din clasa cefalosporinelor de generația a treia, utilizat în tratamentul unor infecții bacteriene. Este utilizată în tratamentul artritei infecțioase, infecțiilor de tract urinar (inclusiv pielonefrita), pneumoniei, meningitei bacteriene, infecțiilor cutanate și ale țesuturilor moi (complicate), inclusiv infecții cauzate de Pseudomonas aeruginosa. Căile de administrare disponibile sunt intravenoasă și intramusculară.
Se află pe lista medicamentelor esențiale ale Organizației Mondiale a Sănătății.

## Reacții adverse
Printre reacțiile adverse se numără reacțiile alergice și inflamația la locul administrării. Se poate instala o diaree cu colită pseudomembranoasă, datorită infectării cu Clostridium difficile. În acest caz, tratamentul trebuie oprit imediat.